# Ботамойнакский сельский округ
Ботамойна́кский се́льский окру́г (ранее — Кене́сский сельсове́т, каз. Ботамойнақ ауылдық округі) — административная единица в составе Байзакского района Жамбылской области Казахстана.
Административный центр — село Байзак.

## История
В 1989 году существовал как Кенесский сельсовет, в составе четырёх сёл: Кенес, Красная Заря, Свердлово, Учбулак.
В периоде 1991—1998 годов сельсовет был переименован, а позже преобразован в Ботамойна́кский се́льский окру́г в соответствии с реформами административно-территориального устройства РК.
Постановлением Пpезидиума Веpховного Совета Республики Казахстан от 4 мая 1993 года «Об упоpядочении тpанскрибиpования на pусском языке казахских топонимов, наименовании и пеpеименовании отдельных администpативно-теppитоpиальных единиц Республики Казахстан», путём слияния сёл Кра́сная Заря́ и Кене́с был образован населённый пункт, с присвоением ему наименования Байза́к.
Тем же Постановлением, — село Свердлово было переименовано в село Ботамойна́к.

## Население
| Численность населения | Численность населения | Численность населения |
| 1989                  | 1999                  | 2009                  |
| --------------------- | --------------------- | --------------------- |
| 2862                  | ↗3422                 | ↗4579                 |

## Состав
| № | Населённый пункт | Тип населённого пункта       | Население, 1989 | Население, 1999 | Население, 2009 |
| - | ---------------- | ---------------------------- | --------------- | --------------- | --------------- |
| 1 | Кенес            | село                         | 1 082           | ↗2 784          | ↗3 884          |
| 2 | Красная Заря     | село, административный центр | 1 285           | ↗2 784          | ↗3 884          |
| 3 | Ботамойнак       | аул                          | 206             | ↗446            | ↗485            |
| 4 | Ушбулак          | станция                      | 339             | ↘192            | ↗210            |